# Tareq Esmaeili
Tareq Esmaeili (* 3. März 1977) ist ein ehemaliger katarischer Mountainbike- und Straßenradrennfahrer.
Tareq Esmaeili wurde 2004 sowie 2009 katarischer Meister im Straßenrennen der Eliteklasse. Im nächsten Jahr fuhr er für das katarische Continental Team Aljazeera Sport Channel. Ab 2007 fuhr er für das Doha Team. Beim UAQ International Race 2008 belegte Esmaeili den elften Platz in der Gesamtwertung. Außerdem gewann er bei der Tour of the AGCC Arab Gulf die erste Etappe auf dem International Circuit. 2009 wurde er zudem Landesmeister im Cross Country.
Im Jahr 2017 war Esmaeili sportlicher Leiter beim Team Kuwait–Cartucho.es tätig, welches aber nur in diesem Jahr aktiv war.

## Erfolge – Straße
2004
- Katarischer Meister – Straßenrennen

2009
- Katarischer Meister – Straßenrennen
- Katarischer Meister – Cross Country

## Teams
- 2005 Aljazeera Sport Channel

...
- 2007–2009 Doha Team